# Sturnira koopmanhilli
Sturnira koopmanhilli (McCarthy, Albuja, & Alberico, 2006) è un pipistrello della famiglia dei Fillostomidi diffuso nell'America meridionale.

## Descrizione

### Dimensioni
Pipistrello di medie dimensioni, con la lunghezza della testa e del corpo tra 72 e 80 mm, la lunghezza dell'avambraccio tra 48,1 e 52,4 mm, la lunghezza della coda di 0 mm, la lunghezza del piede tra 11 e 19 mm, la lunghezza delle orecchie tra 13 e 20 mm e un peso fino a 36 g.

### Aspetto
La pelliccia è lunga e lucida, più corta sul ventre e con i singoli peli tricolori. Le parti dorsali sono brunastre con la base più chiara, mentre le parti ventrali sono più chiare, Sono presenti dei ciuffi di lunghi peli brillanti intorno a delle ghiandole situate su ogni spalla. Il muso è corto e largo. La foglia nasale è ben sviluppata e lanceolata, con la porzione anteriore saldata al labbro superiore. Le orecchie sono corte, triangolari, con l'estremità arrotondata ed ampiamente separate. Il trago è corto ed affusolato. Le membrane alari sono nere. e attaccate posteriormente sulle caviglie. I piedi sono cosparsi di peli. È privo di coda, mentre l'uropatagio è ridotto ad una frangia di peli lungo la parte interna degli arti inferiori. Il calcar è rudimentale.

## Biologia

### Alimentazione
Si nutre di frutta.

### Riproduzione
Due femmine gravide con un feto ciascuna sono state catturate ad aprile, maggio e luglio, mentre altre che allattavano sono state osservate a fine novembre.

## Distribuzione e habitat
Questa specie è diffusa nell'Ecuador occidentale e nella Colombia sud-occidentale.
Vive nelle foreste umide tra 300 e 2.000 metri di altitudine.

## Conservazione
Questa specie, essendo stata scoperta solo recentemente, non è stata sottoposta ancora a nessun criterio di conservazione.